# Chenon

Chenon este o comună în departamentul Charente, Franța. În 1 ianuarie 2022 avea o populație de 125 de locuitori.